# آمی‌تریپتیلین‌اکسید
آمی‌تریپتیلین‌اکسید (با نام تجاریAmioxid Ambivalon ، Equilibrin) یا آمی‌تریپتیلین ان-اکسید، یک داروی ضد افسردگی سه حلقه ای (TCA) است که در دهه 1970 در اروپا برای درمان افسردگی معرفی شد.
آمی‌تریپتیلین‌اکسید هم آنالوگ و هم متابولیت آمی‌تریپتیلین است و دارای اثرات مشابه و همچنین اثر معادل آن به عنوان ضد افسردگی است. با این حال، شروع اثر آن سریعتر است و عوارض جانبی آن کمتر است، از جمله خواب آلودگی، آرام‌بخشی، علائم آنتی‌کولینرژیک مانند خشکی دهان، تعریق و سرگیجه، Orthostatic hypotension و Cardiotoxicity. 